# NGC 1054
NGC 1054 est une galaxie spirale relativement éloignée et située dans la constellation du Bélier. NGC 1054 a été découverte par l'astronome prussien Heinrich d'Arrest en 1864.

## Caractéristiques
Sa vitesse par rapport au fond diffus cosmologique est de 9 533 ± 17 km/s, ce qui correspond à une distance de Hubble de 140,6 ± 9,9 Mpc (∼459 millions d'al).
À ce jour, quatre mesures non basées sur le décalage vers le rouge (redshift) donnent une distance de 138,650 ± 29,832 Mpc (∼452 millions d'al), ce qui est à l'intérieur des valeurs de la distance de Hubble.
NGC 1054 présente une large raie HI.